# Disgiunzione esclusiva

Diagramma di Venn della disgiunzione esclusiva

La disgiunzione esclusiva "o" (simboli usuali:{\displaystyle {\dot {\lor }}} oppure XOR) è un connettivo (o operatore) logico che produce in uscita VERO (V) se e solo se gli ingressi sono diversi tra di loro. Se gli ingressi sono uguali (V-V oppure F-F) restituisce FALSO (F).
L'operatore logico è indicato con il simbolo prefisso J, e dagli operatori infissi XOR, EOR, EXOR, ⊻, ⊕, ↮, e ≢.
| A | B | A{\displaystyle {\dot {\lor }}}B |
| - | - | -------------------------------- |
| V | V | F                                |
| V | F | V                                |
| F | V | V                                |
| F | F | F                                |

## Definizione
In Italiano ed altre lingue bisogna prestare particolare attenzione al significato della parola o. L'or esclusivo di due proposizioni A e B significa A o B, ma non entrambe. Come nella frase "Andrò al cinema o al mare", si suppone che non si possa fare entrambe le cose. In logica, invece, la parola "o" si riferisce alla disgiunzione logica inclusiva, che restituisce VERO anche se entrambe le proposizioni di partenza sono VERO.
Più formalmente, l'or esclusivo è un operatore logico. L'operazione restituisce il risultato VERO se, e solo se, uno solo dei suoi operandi è VERO. L'OR esclusivo tra due proposizioni A e B solitamente si scrive A xor B, dove  "XOR" sta per la traduzione inglese di "OR esclusivo", "eXclusive OR", oppure A{\displaystyle {\dot {\lor }}}B, leggendolo aut, in latino (contrapposta al vel, disgiunzione inclusiva).
Lo XOR si applica a due variabili.
Una porta logica, detta XOR, è un circuito logico composto da tre porte logiche e due NOT (negazioni).
| A | B | A{\displaystyle {\dot {\lor }}}B |
| - | - | -------------------------------- |
| 0 | 0 | 0                                |
| 0 | 1 | 1                                |
| 1 | 0 | 1                                |
| 1 | 1 | 0                                |

Si nota la differenza da una porta logica OR dal fatto che la quarta combinazione in una porta logica OR varrebbe 1.
La formula (A XOR B) è quindi equivalente a dire: {\displaystyle (A\land \neg B)\lor (\neg A\land B)}, ossia (A AND !B) OR (!A AND B).
Se poi si applicano, in sequenza, il primo teorema di De Morgan e poi il secondo, si ottiene anche
{\displaystyle {\begin{aligned}A{\text{ }}\mathrm {XOR} {\text{ }}B=(A{\text{ }}\mathrm {AND} {\text{ }}!B){\text{ }}\mathrm {OR} {\text{ }}(!A{\text{ }}\mathrm {AND} {\text{ }}B)\\[6pt]=(!A{\text{ }}\mathrm {OR} {\text{ }}B){\text{ }}\mathrm {NAND} {\text{ }}(A{\text{ }}\mathrm {OR} {\text{ }}!B)\\[6pt]=(A{\text{ }}\mathrm {NAND} {\text{ }}!B){\text{ }}\mathrm {NAND} {\text{ }}(!A{\text{ }}\mathrm {NAND} {\text{ }}B)\\[6pt]\end{aligned}}}
La prima delle tre espressioni ottenute per lo XOR rappresenta la prima forma canonica ottenuta con il maxtermine OR e con il mintermine AND. L'ultima espressione è utile, in fase progettuale, in elettronica digitale per ottenere l'operazione XOR quando si hanno a disposizione soltanto porte logiche NAND e NOT.
In informatica l'operazione "b XOR 1" può essere usata per cambiare il valore del bit b. In tal caso, assolve la medesima funzione dell'operatore NOT ( ~b ).

## Proprietà - Disgiunzione esclusiva e congiunzione
Poiché partendo dalle stesse proposizioni semplici P e Q, le tavole di verità delle due proposizioni composte P{\displaystyle {\dot {\lor }}}(P{\displaystyle \land }Q) e P{\displaystyle \land }(P{\displaystyle {\dot {\lor }}}Q) risultano uguali (come risulta dalla tabella in basso), possiamo concludere che le due proposizioni composte sono equiveridiche, ossia logicamente equivalenti:
P{\displaystyle {\dot {\lor }}}(P{\displaystyle \land }Q)=P{\displaystyle \land }(P{\displaystyle {\dot {\lor }}}Q)
| P | Q | (P{\displaystyle \land }Q) | (P{\displaystyle {\dot {\lor }}}Q) | P{\displaystyle {\dot {\lor }}}(P{\displaystyle \land }Q) | P{\displaystyle \land }(P{\displaystyle {\dot {\lor }}}Q) |
| - | - | -------------------------- | ---------------------------------- | --------------------------------------------------------- | --------------------------------------------------------- |
| V | V | V                          | F                                  | F                                                         | F                                                         |
| V | F | F                          | V                                  | V                                                         | V                                                         |
| F | V | F                          | V                                  | F                                                         | F                                                         |
| F | F | F                          | F                                  | F                                                         | F                                                         |